# Abarbaree (Mutter der Kallirrhoë)
Abarbaree (altgriechisch Ἀβαρβαρέη Abarbaréē) ist eine tyrische Quellnymphe (Najade) der griechischen Mythologie.
Nach Nonnos ist sie die Mutter der tyrischen Quelle Kallirrhoë. Zusammen mit dieser und der Najade Drosera wurde sie eine der drei Stammmütter der Tyrer, nachdem sie von Dionysos bewundert und von Eros’ Pfeilen getroffen worden waren. Laut Wolf Wilhelm von Baudissin waren Kallirrhoë und Drosera Erfindungen des Nonnos.